# Cercopithifilaria grassi
Cercopithifilaria grassi (Syn. Filaria grassi, Dipetalonema grassi, Acanthocheilonema grassi) ist ein vor allem bei Hunden in Südeuropa vorkommender Hautparasit. Gelegentlich werden auch Katzen befallen. Die adulten Weibchen sind etwa 2,5 cm lang. Das Vorderende der Adulten ist breiter als das hintere und trägt vier Kopfpapillen. Bei Weibchen ist das Vorderende durch eine halsartige Einengung vom übrigen Körper abgesetzt. Der zylindrische Körper der Weibchen ist bauchseitig leicht angeschwollen, das konische Hinterende ist meist nach unten gebogen. Bei Männchen bildet das Hinterende eine lange Spirale mit etwa 3,5 Windungen. Der Ösophagus hat bei beiden Geschlechtern einen Drüsenabschnitt, der ein Drittel der gesamten Länge einnimmt.
Zwischenwirt des Parasiten ist die Braune Hundezecke. Die Weibchen geben die Mikrofilarien ab, welche in den oberen Hautschichten, nicht aber im Blut anzutreffen sind. Die Mikrofilarien sind 645–670 µm lang und 15–17 µm dick. Das Kopfende trägt eine sklerotisierte Kappe mit einem kleinen linksseitigen Haken. Der Körper ist zylindrisch. Die Kutikula ist dick und zeigt eine Querstreifung, die an den Seiten unterbrochen ist. Das Schwanz ist lang, dick und konisch, das Ende ist stumpf. Die  Mikrofilarien werden von der Zecke beim Stich aufgenommen. Im Zeckendarm entwickeln sich innerhalb von jeweils 10 Tagen Larve 1, 2 und 3. die Larve 3 wird beim nächsten Zeckenstich wieder auf den Endwirt übertragen. Hier entwickeln sie sich in der Unterhaut zu den Adulten.